# Natație la Jocurile Olimpice de vară din 2020 - 4x100 m liber (feminin)
Proba de înot 4x100 de metri liber feminin de la Jocurile Olimpice de vară din 2020 a avut loc în perioada 24-25 iulie 2021 la Tokyo Aquatics Centre.

## Recorduri
Înaintea acestei competiții, recordurile mondiale și olimpice erau următoarele:
| Record  | Atlet           | Timp    | Loc                      | Data           |
| ------- | --------------- | ------- | ------------------------ | -------------- |
| Mondial | Australia (AUS) | 3:30,05 | Gold Coast, Australia    | 5 aprilie 2018 |
| Olimpic | Australia (AUS) | 3:30,65 | Rio de Janeiro, Brazilia | 6 august 2016  |

## Program
Orele sunt ora Japoniei (UTC+9) 
| Data                    | Timp  | Etapă      |
| ----------------------- | ----- | ---------- |
| Sâmbătă, 24 iulie 2021  | 19:00 | Calificări |
| Duminică, 25 iulie 2021 | 10:30 | Finala     |

## Rezultate

### Calificări
Primele opt echipe, indiferent de cura de calificări la care a participat, s-au calificat în finală.
| Loc | Cursă | Culoar | Sportiv                    | Țară | Timp    | Note                  |
| --- | ----- | ------ | -------------------------- | --- | ------- | --------------------- |
| 1   | 2     | 4      | Australia                  | Mollie O'Callaghan (53,08) Meg Harris (52,73) Madison Wilson (53,10) Bronte Campbell (52,82)              | 3:31,73 | C                     |
| 2   | 2     | 3      | Olanda                     | Kim Busch (54,79) Ranomi Kromowidjojo (52,50) Marrit Steenbergen (54,32) Femke Heemskerk (51,90)          | 3:33,51 | C                     |
| 3   | 2     | 5      | Canada                     | Kayla Sanchez (53,45) Taylor Ruck (54,16) Rebecca Smith (53,73) Penny Oleksiak (52,38)                    | 3:33,72 | C                     |
| 4   | 1     | 5      | Marea Britanie             | Lucy Hope (54,37) Anna Hopkin (52,65) Abbie Wood (53,55) Freya Anderson (53,46)                           | 3:34,03 | C, Record național    |
| 5   | 1     | 4      | Statele Unite ale Americii | Olivia Smoliga (54,06) Catie DeLoof (53,42) Allison Schmitt (54,04) Natalie Hinds (53,28)                 | 3:34,80 | C                     |
| 6   | 2     | 6      | China                      | Cheng Yujie (54,03) Zhu Menghui (53,48) Ai Yanhan (54,33) Wu Qingfeng (53,23)                             | 3:35,07 | C, Record continental |
| 7   | 1     | 2      | Danemarca                  | Pernille Blume (53,15) Signe Bro (53,19) Julie Kepp Jensen (54,72) Jeanette Ottesen (54,50)               | 3:35,56 | C, Record național    |
| 8   | 1     | 6      | Suedia                     | Sarah Sjöström (52,95) Michelle Coleman (53,44) Louise Hansson (53,68) Sara Junevik (55,86)               | 3:35,93 | C                     |
| 9   | 2     | 2      | Japonia                    | Chihiro Igarashi (54,10) Rikako Ikee (53,63) Natsumi Sakai (54,70) Rika Omoto (53,77)                     | 3:36,20 |                       |
| 10  | 1     | 3      | Franța                     | Béryl Gastaldello (54,28) Charlotte Bonnet (53,05) Margaux Fabre (54,83) Anouchka Martin (54,45)          | 3:36,61 |                       |
| 11  | 2     | 1      | COR                        | Daria S. Ustinova (54,75) Arina Surkova (54,54) Elizaveta Klevanovich (54,57) Veronika Andrusenko (54,39) | 3:38,25 |                       |
| 12  | 1     | 7      | Brazilia                   | Larissa Oliveira (54,79) Ana Carolina Vieira (54,92) Etiene Medeiros (55,42) Stephanie Balduccini (54,06) | 3:39,19 |                       |
| 13  | 2     | 7      | Germania                   | Lisa Höpink (54,83) Annika Bruhn (54,33) Marie Pietruschka (55,31) Hannah Küchler (54,86)                 | 3:39,33 |                       |
| 14  | 2     | 8      | Cehia                      | Barbora Seemanová (53,86) Kristýna Horská (56,72) Barbora Janíčková (55,89) Anika Apostalon (55,93)       | 3:42,40 |                       |
| 15  | 1     | 1      | Hong Kong                  | Tam Hoi Lam (55,58) Camille Cheng (54,61) Stephanie Au (56,96) Ho Nam Wai (56,37)                         | 3:43,52 |                       |

### Finala
| Loc | Culoar | Sportiv                    | Țară                                                                                          | Timp    | Note               |
| --- | ------ | -------------------------- | --------------------------------------------------------------------------------------------- | ------- | ------------------ |
| 1   | 4      | Australia                  | Bronte Campbell (53.,01) Meg Harris (53,09) Emma McKeon (51,35) Cate Campbell (52,24)         | 3:29,69 | Record mondial     |
| 2   | 3      | Canada                     | Kayla Sanchez (53,42) Margaret MacNeil (53,47) Rebecca Smith (53,63) Penny Oleksiak (52,26)   | 3:32,78 |                    |
| 3   | 2      | Statele Unite ale Americii | Erika Brown (54,02) Abbey Weitzeil (52,68) Natalie Hinds (53,15) Simone Manuel (52,96)        | 3:32,81 |                    |
| 4   | 5      | Olanda                     | Kim Busch (54,64) Ranomi Kromowidjojo (52,87) Kira Toussaint (54,14) Femke Heemskerk (52,05)  | 3:33,70 |                    |
| 5   | 6      | Marea Britanie             | Anna Hopkin (53,16) Abbie Wood (53,23) Lucy Hope (54,73) Freya Anderson (52,84)               | 3:33,96 |                    |
| 6   | 8      | Suedia                     | Sarah Sjöström (52,62) Michelle Coleman (53,62) Louise Hansson (53,51) Sophie Hansson (54,94) | 3:34,69 |                    |
| 7   | 7      | China                      | Cheng Yujie (54,10) Zhu Menghui (53,54) Ai Yanhan (54,22) Wu Qingfeng (52,90)                 | 3:34,76 | Record continental |
| 8   | 1      | Danemarca                  | Pernille Blume (53,07) Signe Bro (53,78) Julie Kepp Jensen (54,46) Jeanette Ottesen (54,39)   | 3:35,70 |                    |